# RADAR

Principiul radarului

RADAR (radio detection and ranging, adică detectarea prin radio și determinarea distanței) reprezintă o instalație de radiolocație care radiază microunde electromagnetice și folosește reflexia acestora pe diferite obiecte pentru a determina existența și distanța lor față de antenă. Se compune, de obicei, dintr-un emițător, un receptor și un sistem de antene (care, de obicei, se poate roti în plan orizontal și/sau vertical) cu directivitate pronunțată. Receptorul cuprinde și un indicator al existenței și poziției obiectului (de obicei un tub catodic cu persistență mărită a imaginii).
Deși principiile radarului au fost enunțate de către Nikola Tesla la sfârșitul secolului al XIX-lea, primele implementări fizice au avut loc în Marea Britanie, pe coasta de sud, în 1935 - 1936. Inițial, aparatele erau destinate navigației maritime, însă ele s-au dovedit foarte utile în timpul celui de-Al Doilea Război Mondial, pentru detecția din timp a bombardierelor inamice.

## Principiu de funcționare

Sistemul de coordonate polare ale radarului, raportat la sistemul cartezian

Principiul de bază al radarului este reprezentat de reflexia microundelor pe suprafețe solide. Receptorul, analizând diferența de timp dintre emisia și recepția undei reflectate de către un corp detectat, poate aprecia distanța r a acestuia față de sursa microundelor. Antena de microunde este reciprocă, putând atât emite cât și recepționa undele electromagnetice. Cele două stări ale antenei funcționează secvențial (pe rând).
Pentru obiectele în zbor, poziția este caracterizată de trei coordonate. În practică nu se folosește sistemul tridimensional (cartezian) ci se lucrează cu coordonate polare (vezi figura din dreapta). Azimutul Θ și unghiul de înălțare β nu pot fi deduse prin procedeul radar. Ele sunt stabilite la sol, cu ajutorul mecanismului de orientare al antenei. Poziția curentă a acesteia se compară cu cea de referință: orientarea către nord (Θ = 0) pe o traiectorie paralelă cu solul (β = 0).
În mediile militare, unghiul Θ nu se exprimă în grade sau radiani, ci în sutimi. Acestea sunt unități fixe, corespunzătoare principalelor puncte cardinale, în sens antitrigonometric (N = 000 sutimi, E = 100 sutimi, S = 200 sutimi, V = 300 sutimi și iarăși N = 400 sutimi). Spre exemplu, unghiul corespunzător direcției NNE va avea 25 sutimi, iar cel corespunzător direcției SVV — 275 sutimi.

## Limitări ale radarului
Distanța maximă rmax până la care un radar poate detecta corpurile zburătoare depinde de puterea de emisie a antenei:
În formula de mai sus, σ reprezintă suprafața de reflexie eficace (ori secțiunea transvesrsală), Pe — puterea emisă de antenă, Pr min — puterea reflectată minimă, încă detectabilă, G — câștigul antenei (gain), iar λ — lungimea de undă a radiației emise.
Distanța minimă rmin de detecție a radarului este limitată de valoarea minimă a intervalului Δt măsurabil. În practică, rmin < 100 m, ceea ce înseamnă că obiectele ce zboară la o distanta mai mică de 100 m nu sunt detectate de către radar.
Lipsa reflexiei sau mai bine zis lipsa unei unde reflectate care să poată fi captată de către radar este un fenomen caracteristic corpurilor fără porțiuni rotunjite. Acest fapt a fost exploatat de către fabricanții avioanelor cu tehnologie stealth, care pe lângă dotarea lor cu un strat absorbant de microunde, le-au creat având la bază o arhitectură numai cu unghiuri și suprafețe plane. Astfel, posibilitatea ca o undă reflectată de către suprafețele plane ale avionului să ajungă înapoi la radar este foarte mică, iar în cazul în care ar avea loc, s-ar întâmpla doar pentru o fracțiune de secundă (avionul mișcându-se, următoarea undă reflectată va ajunge în alt loc). Lockheed F-117A Nighthawk este primul avion operațional din lume care folosește tehnologia stealth.

## Notă

Efectul Doppler

Termenul de „radar” este deseori folosit greșit pentru dispozitivele de detecție a vitezei corpurilor mobile, folosite și de către organele de ordine în monitorizarea circulației auto. Aceste dispozitive au la bază un alt fenomen fizic, diferit de cel radar: efectul Doppler. Antena emite, la intervale fixe τ, pachete de microunde cu frecvența fe. Între intervalele de emisie, ea recepționează frecvența undei reflectate fr. Viteza de mișcare a corpului este calculată automat după formula
În formulă, c reprezintă viteza de propagare a undei emise, iar θ este unghiul dintre direcția de emisie a antenei și orizontală. Deoarece în calculul final se face aproximația cosθ ≈ 1, înseamnă că acest unghi trebuie să fie mai mic de 10°. În practică, „radarul” auto este orientat de-a lungul drumului și frecvența emisă de acesta are valori de la 3 GHz în sus. La 3 GHz, dispozitivul poate detecta viteze între 36 și 144 km/h.

## Alte articole
- Ecolocație
- Delfin